# 최소 전 퍼텐셜 에너지의 원리
최소 전 퍼텐셜 에너지의 원리(Minimum total potential energy principle)는 구조역학 에너지 원리 가운데 하나로, 탄성 구조물 또는 물체는 전(全) 퍼텐셜 에너지를 최소화하는 쪽으로 변형 또는 변위를 발생한다는 것이다. 예를 들어, 사발 속에 들어있는 구슬은 사발의 맨 아랫쪽으로 이동해 멈출 것이며, 눈이 쌓여 있는 나뭇가지는 아랫쪽으로 쳐지게 된다. 가장 아랫쪽은 최소의 에너지를 갖는 위치이며, 평형을 만족하는 안정된 형태이다. 이 원리는 구조해석과 고체역학에서 많이 사용된다.
전 퍼텐셜 에너지 {\displaystyle {\boldsymbol {\Pi }}}는 변형된 물체에 저장되는 탄성 변형 에너지(elastic strain energy) U와 가해진 힘의 퍼텐셜 에너지 V의 합이다.
{\displaystyle {\boldsymbol {\Pi }}=\mathbf {U} +\mathbf {V} \qquad \mathrm {(1)} }
이 에너지는 극미량의 변이는 에너지에 변화를 끼치지 않는 정류점 상태에 있다:
{\displaystyle \delta {\boldsymbol {\Pi }}=\delta (\mathbf {U} +\mathbf {V} )=0\qquad \mathrm {(2)} }
최소 전 퍼텐셜 에너지의 원리는 보존힘이 작용하는 선형 시스템에 대한 가상일의 원리의 특별한 경우로도 유도될 수 있다.
가상의 변위로 인한 외적 가상일과 내적 가상일은 같다:
{\displaystyle \int _{S_{t}}\delta \ \mathbf {u} ^{T}\mathbf {T} dS+\int _{V}\delta \ \mathbf {u} ^{T}\mathbf {f} dV=\int _{V}\delta {\boldsymbol {\epsilon }}^{T}{\boldsymbol {\sigma }}dV\qquad \mathrm {(3)} }
여기서
{\displaystyle \mathbf {u} } = 변위
{\displaystyle \mathbf {T} } = 표면의 {\displaystyle S_{t}} 영역에 작용하는 힘
{\displaystyle \mathbf {f} } = 물체의 내력(body force)
이다.
탄성체의 경우, (3)의 우변은 실제 변이의 극미량의 변화로 인한 탄성 변형 에너지(U)의 변화 {\displaystyle \delta \mathbf {U} }라고 생각할 수 있다.
또, 외력이 보존힘이라면, (3)의 좌변은 작용하는 힘들의 퍼텐셜 에너지 함수 V의 변화로 생각할 수 있다. 이 함수 V는 다음과 같이 정의된다. 
{\displaystyle \mathbf {V} =-\int _{S_{t}}\mathbf {u} ^{T}\mathbf {T} dS-\int _{V}\mathbf {u} ^{T}\mathbf {f} dV}
여기서 음의 부호는 작용하는 방향으로의 힘의 변위에 따른 퍼텐셜 에너지의 감소를 의미한다. 이러한 두 보조 조건을 사용하면, (3)은
{\displaystyle -\delta \ \mathbf {V} =\delta \ \mathbf {U} }
로 표현되는데, 이는 (2)와 같다. (2)의 변형식은 유한요소법의 기본이 된다.

## 같이 보기
- 가상일의 원리